# Oriolo
Oriolo község (comune) Olaszország Calabria régiójában, Cosenza megyében.

## Fekvése
A megye északkeleti részén fekszik. Határai: Albidona, Alessandria del Carretto, Amendolara, Canna, Castroregio, Cersosimo, Montegiordano, Nocara, Roseto Capo Spulico és San Giorgio Lucano.

## Története
A település első említése a 12. századból származik. A 19. század elején, amikor a Nápolyi Királyságban felszámolták a feudalizmust Castroregio része lett, majd hamarosan elnyerte önállóságát.

## Népessége
A népesség számának alakulása:

## Főbb látnivalói
- Castello Sanseverino
- Palazzo Santo Stefano
- San Giorgio Martire-templom
- Madonna della Virtù-templom